# Socialistische Unie (Nederland)
De Socialistische Unie was een Nederlandse politieke partij, die op 5 maart 1950 werd opgericht door de Rotterdamse ingenieur Carlos Pronk, die tevens partijleider werd. De partij, die voortkwam uit de Oude SDAP (OSDAP) en de Vooruitstrevende Partij voor de Wereldregering (VPvW), had een uitgesproken links-socialistisch en pacifistisch karakter.
Na aanvankelijk enige bescheiden successen te hebben geboekt (waaronder een zetel in de Provinciale Staten van Friesland in 1950), leidde de SU een kwijnend bestaan; bij de verkiezingen voor de Tweede Kamerverkiezingen 1952 behaalde de partij slechts 18.008 stemmen (0,34 %) en die dalende lijn werd daarna voortgezet. In december 1957 sloten de laatste restanten van de SU zich aan bij de toen pas opgerichte Pacifistisch Socialistische Partij (PSP).